# Kaserngatan, Helsingfors

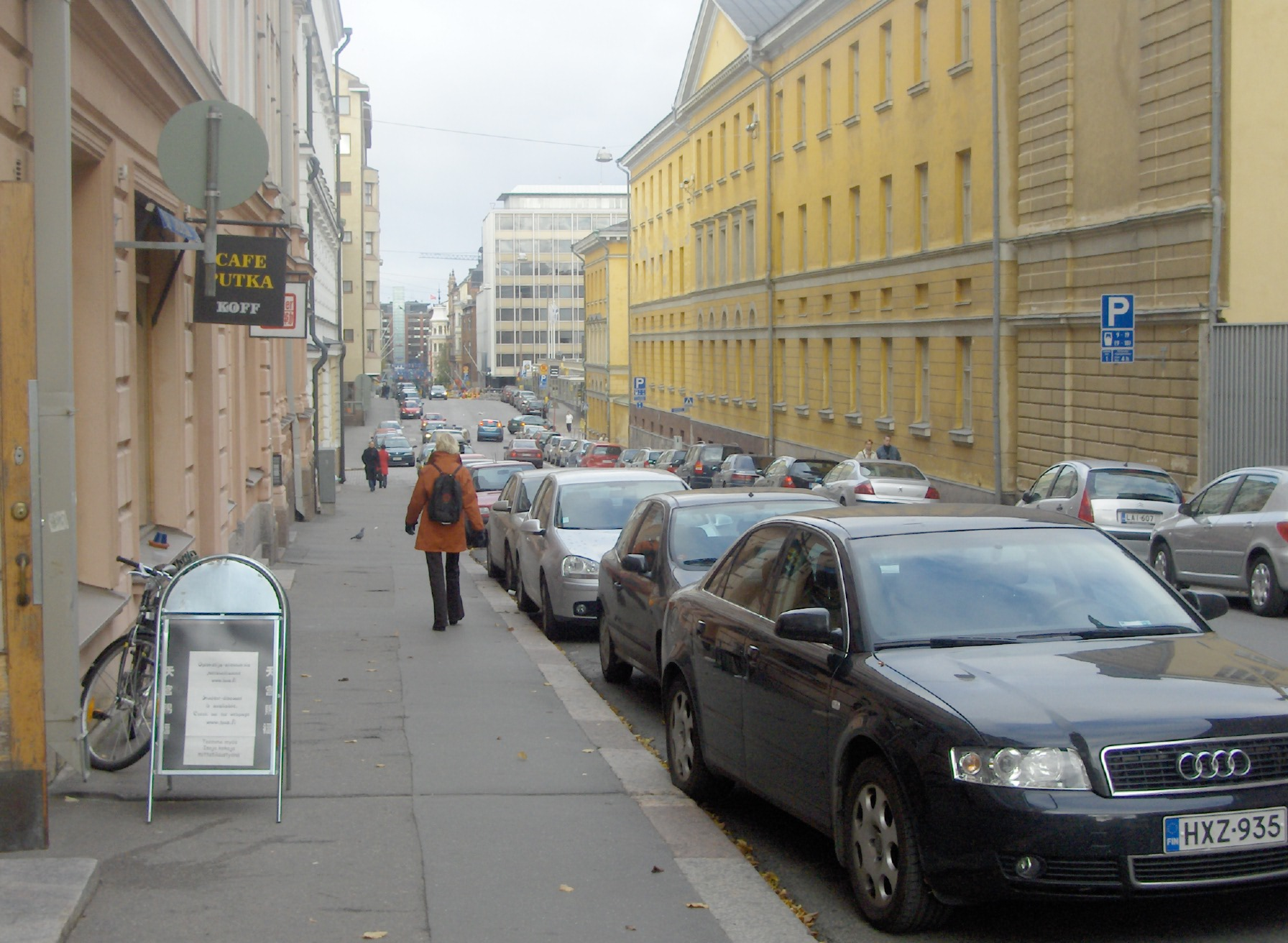
Kaserngatan i Helsingfors. Den gula byggnaden till höger är Gardeskasernen, som givit både stadsdelen och gatan deras namn (planerad av Carl Ludvig Engel)

Kaserngatan (finska: Kasarmikatu) är en gata i Helsingfors. Gatan sträcker sig från Bergmansgatan i stadsdelen Ulrikasborg till Esplanadparken i stadsdelen Gardesstaden. Kaserngatans parallellgata är Högbergsgatan. Vid Kaserngatan ligger bland annat Kirurgiska sjukhuset (Helge Rancken, Ludwig Bohnstedt, Frans Anatolius Sjöström, Sigismund Ringier; 1888) och Nylands nations hus (Karl Hård af Segerstad, 1901).

## Tvärgator
- Observatoriegatan
- Skarpskyttegatan
- Röddäldsgatan
- Gardesgränd
- Ulrikasborgsgatan
- Lilla Robertsgatan
- Södra Magasinsgatan
- Norra Magasinsgatan
- Richardsgatan